# 1212 (szám)
Az 1212 (római számmal: MCCXII) az 1211 és 1213 között található természetes szám.

## A szám a matematikában
A tízes számrendszerbeli 1212-es a kettes számrendszerben 10010111100, a nyolcas számrendszerben 2274, a tizenhatos számrendszerben 4BC alakban írható fel.
Az 1212 páros szám, összetett szám. Kanonikus alakja 22 · 31 · 1011, normálalakban az 1,212 · 103 szorzattal írható fel. Tizenkét osztója van a természetes számok halmazán, ezek növekvő sorrendben: 1, 2, 3, 4, 6, 12, 101, 202, 303, 404, 606 és 1212.
Érinthetetlen szám: nem áll elő pozitív egész számok valódiosztóösszeg-függvényeként.

## Csillagászat
- 1212 Francette kisbolygó